# Luciano Cian
Luciano Cian (Trebaseleghe, 21 maggio 1939 – Villejuif, 17 luglio 1993) è stato uno psicologo e presbitero italiano.
Membro della Società salesiana di San Giovanni Bosco, è il fondatore nel 1971 del COSPES di Genova-Sampierdarena, centro psicopedagogico che è stato per oltre vent'anni polo di rilevanza regionale per l'orientamento e il counseling
Il metodo psicopedagogico da lui elaborato è stato esposto - dopo dieci anni di sperimentazione - nel saggio pubblicato nel 1982 con il titolo "Cammino verso la maturità e l'armonia".

## Biografia
Dopo l'ordinazione sacerdotale si laurea in psicologia all'Università Pontificia Salesiana di Roma, ove, in seguito, sarà docente. Subito dopo la laurea viene trasferito a Genova, dove abbandona ben presto l'attività di psicoterapeuta per dedicarsi alla relazione di aiuto o counseling. Dal 1971 al 1992 dirige e anima il COSPES, centro psicopedagogico salesiano di orientamento da lui stesso fondato.
Il COSPES di Sampierdarena acquisisce fama oltre i confini regionali e resta a lungo l'unico centro di orientamento scolastico, professionale ed esistenziale operante a Genova negli anni settanta.
Il COSPES arriverà a raccogliere 12 operatori alcuni dei quali sono ricordati nel volume La relazione di aiuto del 1993: Antonia Abbondanza Rengucci, Laura Berlingeri Tosatto, Elena Gardini Calocci, Gianni Viazzi.
Le prime Società di counseling sorgono in Italia nel 1993, ma venti anni prima Luciano Cian è già un esponente di questa disciplina che divulga con numerosi opuscoli e infine sviluppa in un volume La relazione di aiuto che verrà dato alle stampe poco prima della sua morte.
Luciano Cian muore a Villejuif nel 1993, dopo un trapianto di fegato per il quale si era in precedenza trasferito a Parigi.

## Opere
- Cammino verso al maturità e l'armonia, LDC, 1982, ISBN 978-88-01-10752-4
- Il «sistema preventivo» di Don Bosco, LDC, 1982
- Entra anche tu nell'Alleanza, LDC, 1982
- Amare è un cammino, LDC, 1985, ISBN 978-88-01-10103-4
- È bello sposarsi. Piste per la riflessione, LDC 1988
- Educhiamo i giovani d'oggi come Don Bosco, LDC 1988.
- Impariamo a scegliere. Sussidio educativo-didattico per l'orientamento nelle scelte scolastiche e professionali, LDC 1990
- Donna: persona creativa e singolare, LDC-Mondo nuovo 1990
- Farsi donna oggi. Riflessione sugli aspetti culturali, psicologici, teologico-biblici ed educativi, LDC 1990
- La relazione di aiuto. Introduzione al counseling, LDC, 1992, ISBN 978-88-01-15543-3
- Educare il maschile e il femminile, LDC 1993
- Nati per volare. Parole agli adolescenti, LDC, 1994